# وینیفرد آسپری
وینیفرد «تیم» آلیس آسپری (به انگلیسی: Winifred Asprey) (زاده ۸ آوریل ۱۹۱۷ – درگذشته ۱۹ اکتبر ۲۰۰۷) یک ریاضی‌دان و دانشمند رایانه آمریکایی بود. او یکی از حدود ۲۰۰ زنی بود که در دهه ۱۹۴۰ مدرک دکترای ریاضیات را از دانشگاه‌های آمریکا دریافت کرد، دوره‌ای که زنان در این سطح حضور کمتری در ریاضیات داشتند. او در ایجاد ارتباط نزدیک بین کالج واسر و آی‌بی‌ام که منجر به تأسیس اولین آزمایشگاه علوم رایانه در واسر شد، مشارکت داشت.

## خانواده
آسپری در سو سیتی، آیووا به دنیا آمد. او دو برادر داشت، لارند بی. آسپری (۱۹۱۹-۲۰۰۵)، شیمیدان اکتینید و فلوئور، امضاکننده طومار زیلارد، و مورخ نظامی و نویسنده رابرت بی آسپری (۱۹۲۳-۲۰۰۹) که چندین کتاب خود را به خواهرش وینیفرد تقدیم کرد.

## تحصیلات و حرفه
آسپری در کالج واسر در پوکیپسی، نیویورک تحصیل کرد، و از همانجا مدرک کارشناسی خود را در سال ۱۹۳۸ دریافت کرد. آسپری به عنوان دانشجو در آنجا با گریس هاپر، "بانوی اول محاسبات" که در آن زمان ریاضیات تدریس می‌کرد، ملاقات کرد. پس از فارغ التحصیلی، آسپری در چندین مدرسه خصوصی در شهر نیویورک و شیکاگو تدریس کرد و سپس در سال‌های ۱۹۴۲ و ۱۹۴۵ مدرک کارشناسی ارشد و دکترای خود را از دانشگاه آیووا دریافت کرد. مشاور دکترای او توپولوژیست ادوارد ویلسون چیتندن بود.
آسپری به عنوان استاد به کالج واسر بازگشت. در آن زمان، گریس هاپر به فیلادلفیا نقل مکان کرده بود تا روی پروژه رایانه خودکار جهانی (UNIVAC) کار کند. آسپری به محاسبات علاقه‌مند شد و برای آشنایی با مبانی معماری رایانه از هاپر ملاقات کرد. آسپری معتقد بود که رایانه‌ها بخش اساسی آموزش علوم مقدماتی خواهند بود. 
در واسر، آسپری به مدت ۳۸ سال ریاضیات و علوم رایانه تدریس کرد و از سال ۱۹۵۷ تا زمان بازنشستگی خود در سال ۱۹۸۲، رئیس بخش ریاضیات بود. سال ۱۹۶۳ او اولین دوره‌های علوم رایانه را در واسر ایجاد و تدریس کرد، او سرمایه‌ای را برای اولین رایانه کالج اختصاص داد، و واسر را به دومین کالج در کشور تبدیل کرد که در سال ۱۹۶۷ رایانه آی‌بی‌ام سیستم/۳۶۰ را به دست آورد. آسپری با محققان آی‌بی‌ام و دیگر مراکز تحقیقاتی ارتباط برقرار کرد و برای علوم راینه در واسر لابی کرد. در سال ۱۹۸۹، به دلیل کمک‌های او، مرکز رایانه‌ای که او راه‌اندازی کرد، به آزمایشگاه محاسبات پیشرفته آسپری تغییر نام داد.